# Groupe unitaire
Ne doit pas être confondu avec Groupe des unités.
En mathématiques, le groupe unitaire de degré n sur un corps K relativement à un anti automorphisme involutif (cf. Algèbre involutive) σ de K (par exemple K le corps des nombres complexes et σ la conjugaison) est le groupe des matrices carrées A d'ordre n à coefficients dans K, qui sont unitaires pour σ, c'est-à-dire telles Aσ(tA) = In. Plus généralement, on peut définir le groupe unitaire d'une forme hermitienne ou antihermitienne non dégénérée φ sur un espace vectoriel sur un corps comme étant le groupe des éléments f de GL(E) tels que φ(f(x), f(y)) = φ(x, y) quels que soient les vecteurs x et y de E.

## Groupes unitaires complexes

### Groupes unitaires compacts
U(n,ℝ) coïncide avec le groupe orthogonal O(n, ℝ).
U(n, ℂ) est généralement abrégé en U(n).
U(1) est isomorphe au groupe des nombres complexes de module 1, muni de la multiplication.
U(n) est un groupe de Lie compact réel de dimension n2. Son algèbre de Lie est formée des matrices complexes n×n antihermitiennes (en).